# Clodomiro Almeyda
José Clodomiro Almeyda Medina (Santiago, 11 de febrero de 1923-Santiago, 25 de agosto de 1997) fue un abogado, profesor y político chileno, dirigente del Partido Socialista (PS). Pariente de Diego Dublé Almeyda y Baldomero Dublé Almeyda.

## Biografía

### Primeros estudios
Hizo sus primeros estudios en los liceos Alemán y de Aplicación de Santiago, estudiando más tarde en la Facultad de Derecho de la Universidad de Chile. De esta casa de estudios se graduó en 1948, con una memoria de grado titulada Hacia una teoría marxista del Estado. Con el paso del tiempo llegó a ser profesor de teoría política en su casa de estudios, especialmente en la Escuela de Sociología.

### Vida política
Ingresó en el Partido Socialista de Chile en 1941, participando del Partido Socialista Popular durante el quiebre interno en la primera parte de la década de 1950. Durante el segundo gobierno de Carlos Ibáñez del Campo fue titular de los ministerios del Trabajo y de Minería, destacándose en su primer ministerio por ser uno de los impulsores de la Central Única de Trabajadores (CUT). Con la reunificación del partido en 1957, se reintegra a la organización siendo electo diputado para el período entre 1961-1965.
Con el triunfo de Salvador Allende en las elecciones presidenciales de 1970, Almeyda fue designado para el cargo del Ministerio de Relaciones Exteriores. Durante el gobierno de la Unidad Popular se mantuvo en el cargo, salvo un breve período en el cual ofició en el cargo de ministro de Defensa, cuando realizó un «enroque» con Orlando Letelier (entonces ministro del Interior), con el fin de evitar que fuera objeto de una censura del Congreso por medio de una moción de censura.

### Golpe de Estado
Tras el Golpe de Estado del 11 de septiembre de 1973, que derrocó al gobierno constitucional, fue apresado y trasladado junto a otros 99 líderes y dirigentes de la Unidad Popular al Campo de Concentración de Isla Dawson donde fue torturado y permaneció bajo arresto un largo tiempo. Finalmente fue exiliado, viviendo en la República Democrática Alemana y México donde trabajó como docente universitario y líder de la oposición política en el exilio.

### Reingreso a Chile
En una audaz maniobra, regresó a Chile en marzo de 1987 clandestinamente, atravesando la cordillera de los Andes a lomos de mula, presentándose públicamente ante la sorpresa de las autoridades de la dictadura militar de Pinochet. Esto le valió ser encarcelado y ser la única persona declarada inconstitucional por el Tribunal Constitucional de Chile, en uso del desaparecido artículo 8.º de la Constitución. Este artículo »proscribía a los partidos políticos y a personas naturales que propagasen doctrinas de izquierda (es decir, los que promovieran una doctrina «fundada en la lucha de clases»). Tal condena supuso principalmente la pérdida del ejercicio de sus derechos ciudadanos y sólo pudo ser rehabilitado en su calidad de ciudadano una vez vuelto el país a la normalidad democrática, por el mismo tribunal que lo condenó.

### Fin de la dictadura
Durante las postrimerías de la dictadura de Pinochet y durante los primeros años de la llamada «transición a la democracia», Almeyda lideró la facción izquierdista del socialismo chileno, enfrentada con el ala renovada liderada por el dirigente Ricardo Núñez. En este rol, Don Cloro (como era conocido popularmente), intentó establecer enlaces con los comunistas o con formaciones situadas incluso más a la izquierda, mediante coaliciones o movimientos tales como Izquierda Unida o el efímero Partido Amplio de Izquierda Socialista. Durante el gobierno de Patricio Aylwin fue el encargado de reabrir la embajada de Chile en la Unión Soviética, durante los últimos meses del Bloque del Este. Durante su estancia en Moscú, en 1991, aceptó como invitado al expresidente de la Alemania Oriental Erich Honecker, que era requerido por las autoridades germanas para ser juzgado por crímenes durante el régimen socialista. Pese a las objeciones de Chile, el presidente de Rusia Borís Yeltsin ordenó su deportación a Berlín, en lo que se transformó en un grave incidente diplomático.
De regreso a Chile se dedicó a la vida privada, a redactar sus memorias y a trabajar como académico de la Universidad de Chile, con la dirección de la Escuela de Sociología hasta su muerte el 25 de agosto de 1997.

## Homenajes
En su homenaje, el «Congreso Extraordinario» del Partido Socialista de Chile de mayo de 1998 llevó su nombre, al igual que la biblioteca del mismo partido.